# Ascorhynchus cryptopygius
Ascorhynchus cryptopygius is een zeespin uit de familie Ascorhynchidae. De soort behoort tot het geslacht Ascorhynchus. Ascorhynchus cryptopygius werd in 1890 voor het eerst wetenschappelijk beschreven door Ortmann. 